# Aqua (GUI)
Aqua是macOS（舊稱Mac OS X和OS X）的GUI之商標名稱，以及在這個GUI主要使用的佈景主題（另外一個佈景主題是拉絲金屬，Brushed metal）。

## 特徵
它是以水的佈景主題為基礎，如同它的名字可以猜想到的，有類似液滴的元件，且大量使用半透明和反射效果。事實上，在10.4版作業系統中，水波紋在Dashboard Widgets被放到螢幕上時出現。作為一個佈景主題，Aqua是Mac OS 8和Mac OS 9所使用的Platinum的後繼者。很多Aqua原先的設計是用來補足iMac和Power Macintosh G3／G4桌上型原先的塑膠外觀，但是在蘋果在他們工業的設計上已經改為金屬拉絲（brushed metal），Aqua也已改為融入額外的金屬筆觸。這種介面風格上有些不協調的組合已經在Mac OS X使用者社群引起爭論。
Aqua的主要兩個特色是類似膠狀的按鈕（以紅色、黃色、和綠色著色）來控制視窗和Dock，用來容易啟動和在應用程式之間導引。
Aqua所包含視窗的主要兩個風格是標準的直條橫紋（pinestriped）和金屬拉絲視窗。這兩種視窗都有嵌入視窗的控制按鈕，然而在10.2先前的Mac OS X版本，這些按鈕出現在直條橫紋視窗的上方。刷痕金屬的視窗擁有更類似塑膠的按鈕。Mac OS X也允許使用者選擇石墨灰色的版本取代介面的Aqua版本。（在石墨灰色，視窗控制變為銀亮灰色而不是紅、黃、綠）。
在成功的推出後，Aqua已經被調整得色調變得更難以捉摸。例如，直條橫紋已經變得更模糊，系統對話盒和選單已經變得較不半透明，按鈕的外觀和其他窗口已經變得稍微地柔和。
2014年，在iOS 7的扁平化GUI成功推出一年後，蘋果正式對Aqua的設計風格進行大規模調整。原有的直條橫紋和金屬拉絲风格全面取消，並改成了與iOS 7相同的扁平化與高斯模糊組合的視窗風格。扁平化設計的Aqua於2014年6月2日隨OS X Yosemite推出。

## 起源
Aqua GUI在2000年2月東京的Mac World Expo上展示的Mac OS X的開發者預覽3（"DP3"）上首次展露。Aqua首次出現在商業產品是在iMovie 2，其中的按鈕和捲動軸使用Mac OS X Aqua外觀。它接著最後於2001年1月的iTunes之前進展到2000年秋天的Mac OS X公開測試中。

## 應用
Aqua為官方的macOS推出的設計語言。唯一不是Aqua的部份是在Mac OS X下執行的Classic應用程式（Mac OS X 10.7之後已不再支持）。
Aqua是由負責基本繪圖管理的Quartz Compositor所驅動的。

## 訴訟
在Apple vs. Microsoft訴訟案件的小規模重演中，對於敢把任何東西作得類似他們的外觀和感覺的人，蘋果並不會有所遲疑地以法律行動來對付他們。
特別是，由Stardock創造的數個對象桌面元件的使用，在受到抨擊中推出：
- WindowBlinds 皮膚
- DesktopX 主題
- IconPackager包含Aqua風格的圖示包裝

儘管接受（大部分）蘋果電腦公司對他們具有版權的藝術作品之權利，皮膚社區採取反對的措施來對抗所有的對Aqua的模仿。這和Microsoft的對他們Windows XP的Luna風格的放任自由有很大不同。蘋果電腦公司試圖為他們的主題本身申請專利。

## 外部連結
- 蘋果Mac交互設計指導 （页面存档备份，存于）